# Эстре
Эстре  (фр. Estrées) — старинный французский дворянский род. Известны из представителей его:
- Габриэль д'Эстре (1570—1599), возлюбленная короля Генриха IV Великого.

- Франсуа-Аннибаль д'Эстре (1573—1670) — брат предыдущей. Был епископом нойонским, потом перешёл на военную службу с титулом маркиза де Кевр (Coeuvres); в 1626 году стал маршалом, в 1632 году взял город Трир, с 1636 по 1648 годы был чрезвычайным посланником в Риме. Герцогом Эстре он стал при восшествии на престол Людовика XIV. Он оставил: «Mémoires de la régence de Marie de Médicis» (П., 1866).

- Граф Жан д’Эстре (1624—1707) — сын предыдущего. В 1672 году командовал соединённым англо-французским флотом против Голландии, в 1676 году отнял у голландцев Кайенну, в 1681 году стал маршалом, в 1686 году — вице-королём американских колоний Франции.

- Герцог Виктор Мари д’Эстре(1660—1737) — сын предыдущего, участвовал в морских экспедициях отца, в 1697 году бомбардировал Барселону и Аликанте; в 1701 году пожалован маршалом Франции; содействовал морской победе у Малаги в 1704 году. В 1715 году назначен председателем морского совета.

- Жан Д'Эстре (1666—1718)) — брат предыдущего, дипломат, архиепископ Камбре. Член Французской академии.

- Луи Сезар Летеллье, шевалье де Лувуа, герцог д’Эстре (1695—1771) — племянник предыдущего, с 1756 года маршал Франции; в марте 1757 года начальствовал армией в Германии, разбил герцога Кумберланда у Гастенбека, но из-за дворцовых интриг должен был передать начальство над армией неспособному герцогу Ришельё. В 1762 году он вновь, вместе с Субизом, принял начальство, но уже не мог ничего сделать. Он был последним из рода Эстре.